# Gisela Trahms

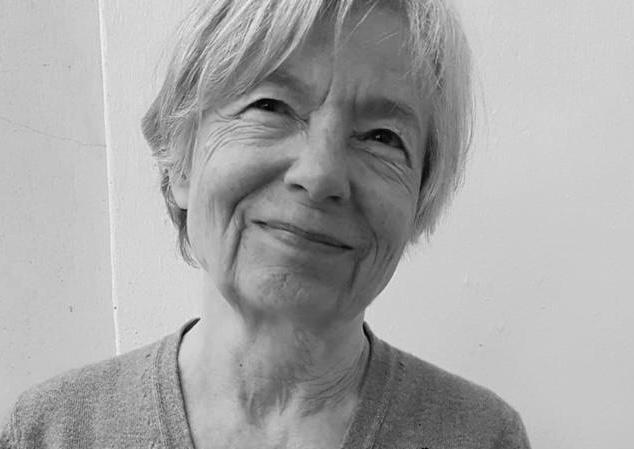
Gisela Trahms

Gisela Lore Trahms (* 31. Januar 1944 in Eickelborn; † 1. April 2024 in Meerbusch) war eine deutsche Schriftstellerin und Literaturkritikerin.

## Werdegang
Gisela Trahms legte 1963 am Theodor-Fliedner-Gymnasium in Düsseldorf ihr Abitur ab und begann eine Buchhändlerlehre in der Schrobsdorff’schen Buchhandlung in Düsseldorf. Nach Abschluss ihrer Lehre begann sie 1965 ein Lehramtsstudium der Germanistik und Romanistik in Freiburg und Kiel. Nach ihrer Heirat (1966) und der Geburt ihres Sohnes (1967) nahm sie 1970 ihr Studium wieder auf und beendete es 1974 in den Fächern Deutsch und Philosophie an der Universität Düsseldorf mit dem ersten Staatsexamen. 1975 wurde ihre Tochter geboren.
1980 erfolgte ihre Promotion an der philosophischen Fakultät der Universität Düsseldorf mit der Arbeit Sprache und Defizit – Aspekte des Verhältnisses von Aphasie-Forschung und Linguistik. Von 1981 bis 2005 war sie als Oberstudienrätin am Albert-Einstein-Gymnasium Kaarst bei Düsseldorf tätig.

## Publikationstätigkeit
Ab 2008 schrieb sie Rezensionen in den Feuilletonblogs CULTurMAG, poetenladen und Der Umblätterer sowie für verschiedene Zeitungen wie den Tagesspiegel, Die Welt, Volltext und die Frankfurter Allgemeine Zeitung (darin vor allem für die Frankfurter Anthologie). Außerdem publizierte sie eigene Texte in literarischen Zeitschriften bzw. Verlagen (Am Erker, SuKuLTuR).
In den Jahren 2009 und 2010 veröffentlichte sie gemeinsam mit ihrer Tochter den Podcast „Abicast“, in dem sie die Literatur für das neu eingeführte Zentralabitur in Nordrhein-Westfalen besprach.
In der FAZ berichtete sie davon, wie sie als 17-Jährige eine Korrespondenz mit Uwe Johnson begann, die zehn Jahre andauerte.

## Werke
- Sprache und Sprachdefizit – Aspekte des Verhältnisses von Aphasieforschung und Linguistik. Düsseldorf, Univ., Philos. Fak., Diss., 1980.
- Die Schlangen wechseln die Ufer. Schöner Lesen Nr. 97. Berlin: SuKuLTuR 2010.
- Rauchen. Schöner Lesen Nr. 107. Berlin: SuKuLTuR 2011.